# Hirakawa, Aomori
Hirakawa (平川市 Hirakawa-shi) là một thành phố thuộc tỉnh Aomori, Nhật Bản.